# Phoebetria
Phoebetria je rod mořských ptáků z čeledi albatrosovitých. Rod zahrnuje pouze dva druhy, a sice albatrose hnědého a albatrose světlohřbetého.

## Klasifikace
Již od 19. století se o zástupcích rodu Phoebetria smýšlelo jako o „primitivních“ albatrosech. Za „rozvinutější“ albatrosy byli považováni zástupci rodu Diomedea, za které byli považováni všichni zbývající albatrosi. Teprve v roce 1996 po rozsáhlých DNA analýzách Garyho Nunna z Amerického přírodovědného muzea byly z rodu Diomedea vyděleny další dva rody, a sice Thalassarche a Phoebastria.

### Seznam druhů
BirdLife International a ACAP rozeznávají následující 2 zástupce rodu Phoebetria:
| Fotografie | Běžný název           | Binomické jméno       | Rozšíření                                                         |
| ---------- | --------------------- | --------------------- | ----------------------------------------------------------------- |
|            | albatros hnědý        | Phoebetria fusca      | Jižní Atlantik (Goughův ostrov, Tristan da Cunha) a Indický oceán |
|            | albatros světlohřbetý | Phoebetria palpebrata | Cirkumpolární pelagiální rozšíření v Jižní oceánu                 |

## Popis

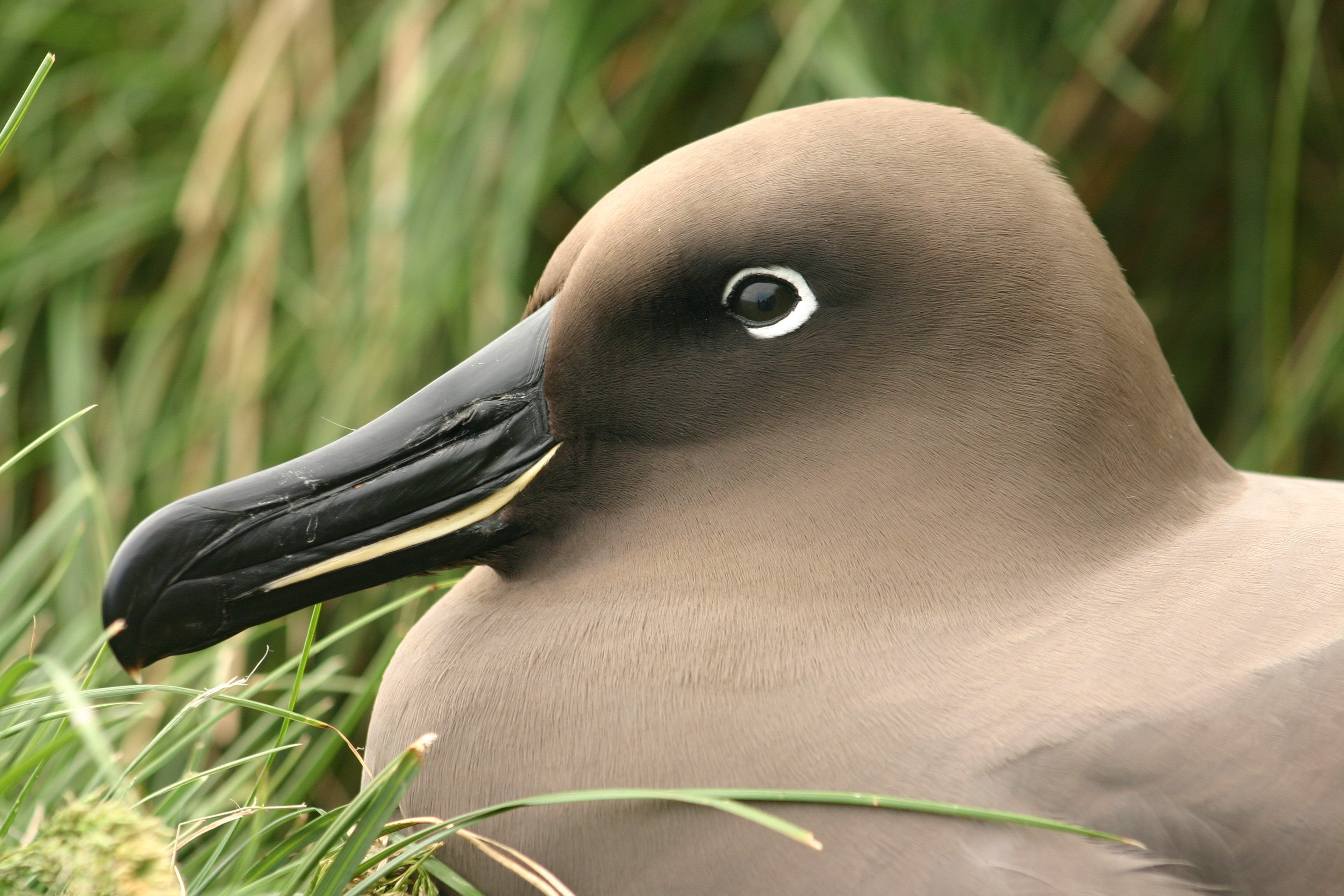
Albatros světlohřbetý

Oba zástupci rodu Phoebetria mají výrazně tmavší zbarvení peří než ostatní albatrosi. Většina opeření je tmavě hnědé, na zádech mezi křídly a v zadní části těla při kostřeci je peří světle šedé. Zobák je černý a podél dolní čelisti se táhne tenká žluto-oranžová (albatros hnědý) nebo modro-zelená světlá (albatros světlohřbetý) linka. I když si jsou albatrosi velmi podobní, nejlepším rozpoznávacím znakem v terénu bývá odstín opeření. Zatímco barva opeření albatrosa hnědého se na moři jeví jako matná kouřově hnědá, peří albatrosa světlohřbetého často vydává namodralé odstíny.

## Ekologie a chování
Albatrosi hnízdí nejčastěji na útesech, což má spojitost s mnohem větším důrazem na svatební lety než u ostatních albatrosů, kteří soustřeďují své zásnubní tance na předvádění póz na souši. Zástupci rodu Phoebetria se také potápí častěji než ostatní albatrosi, a to až do hloubky 12 m (např. albatros královský se potápí do maximální hloubky 2 m).

## Rozšíření
I když se rozšíření obou albatrosů z velké části překrývá, albatrosi hnědí jsou nejpočetnější na sever od antarktická konvergence, zatímco albatrosi světlohřbetí se vyskytují především na jih od této hranice. Albatros světlohřbetý je přitom jediný zástupce albatrosovitých, který se pravidelně vydává do antarktických vod za potravou. Oba albatrosi hnízdí převážně na malých neobydlených ostrovech.

## Ohrožení
Oba druhy jsou ohroženy především rybolovem na dlouhé lovné šňůry, kde albatrosi představují časté vedlejší úlovky, a invazivními druhy živočichů, které plení hnízda albatrosů.